# Buenaventura Báez
Ramón Buenaventura Báez Méndez (Cabral, 14 juli 1812 - Hormigueros, Puerto Rico, 14 maart 1884) was een Dominicaanse politicus. Báez was president van de Dominicaanse Republiek in de perioden 1849-1853 en 1856-1858 en na het herwinnen van de onafhankelijkheid (1865), in de perioden 1865-1866, 1868-1873 en 1876-1878.
Over de geboortegegevens van Báez bestaat verschil van mening.
- Migual Angel Mocius geeft het geboortejaar 1810 en Emilio Rodriguez Demorizi geeft 20 oktober 1812 Rincon - Neyba en refereert hierbij aan Rufino Martinez.

Andere datums en plaatsen die worden aangegeven zijn:
- 1810 en 1812 in Azua de Compostella en Rincon (nu Cabral)
- 14 juli 1812 in Azua de Compostella.
- 20 october 1812 in Azua de Compostella.

Báez had financiële belangen in Haïti, waardoor hij regelmatig naar Haïti reisde. Hij sprak verschillende talen, zoals Frans, Spaans en Haïtiaans-Creools.

## Báez als president

### President in 1849
Báez was in 1849 een compromis als keuze voor het presidentschap, vanwege zijn politieke kennis en daar tegenover zijn ideeën over de onafhankelijkheid. Hij vond namelijk dat de republiek niet zelfstandig zou kunnen bestaan en probeerde het onder bescherming van Frankrijk te krijgen. Aan het eind van zijn termijn in 1853, overhandigde hij de macht aan zijn wettelijk gekozen opvolger Pedro Santana, een van de zeldzame keren in de Dominicaanse geschiedenis dat dit rustig gebeurde. Hierna voelde Santana de druk van Báez, die ooit kolonel was onder zijn bevel, en verspreidde het bericht dat "Báez een medewerker was van de Haïtiaanse bezetters en na de onafhankelijkheid een betaalde agent was onder invloed van de Haïtianen" en publiekelijk karakteriseerde hij dat Báez' aanwezigheid in het land een bedreiging voor de veiligheid zou zijn. Daarna werden Santana en Báez onverzoenlijke vijanden en Báez werd al snel verbannen, maar keerde in 1856 terug.

### President in 1856
Doordat de harde regels van Santana in 1855 een opstand hadden veroorzaakt moest hij ontslag nemen en Báez manoeuvreerde zich in het presidentschap. Zijn eerste actie was de ballingschap van Santana.
Na een grootschalige persoonlijke transactie in de tabakshandel stortte deze in en begon de opstand van tabakstelers in de Cibao-vallei waardoor Báez moest aftreden. Santana volgde hem op als president, waarop Báez andermaal in ballingschap moest en vertrok daardoor in juni 1858 naar Curaçao.

### President in 1865
De Dominicaanse oorlog van de Restauratie tegen Spanje begon in 1863. Na veel strijd vertrokken de laatste Spaanse troepen in juli 1865. Een constitutionele vergadering koos Báez als president en hij begon hiermee op 14 november 1865 aan zijn derde termijn als president. Echter in mei 1866 ontstond er weer een opstand en Báez keerde terug naar Curaçao.

### President in 1868
In mei 1868 kreeg Báez voor de vierde keer het voorzitterschap en probeerde met de Dominicaanse regering om de baai van Samaná, op dat moment een van 's werelds grootste natuurlijke havens, aan de Amerikaanse regering te leasen. Báez ging nog verder in een poging om het hele land door de Verenigde Staten te laten annexeren. Op 29 november 1869 tekenden vertegenwoordigers van beide regeringen twee verdragen in Santo Domingo een voor de leasen van de baai bij Samaná en de andere voor de annexatie van de Dominicaanse Republiek. Ondanks een twijfelachtige Dominicaanse volksstemming in het voordeel van de annexatie en de steun van de Amerikaanse president Ulysses S. Grant, vernietigde de Amerikaanse Senaat het verdrag. Ten slotte verhuurde Báez in december 1872 Samaná aan een Amerikaans bedrijf voor $ 150.000 per jaar. Het contract werd een paar maanden later opgeheven en tegen het einde van 1873 werd Báez bij een volgende revolutie afgezet.

### President in 1876
De volgende jaren waren erg verwarrend. Báez beleefde in 1876 zijn vijfde en laatste periode van politieke leiderschap. Echter, in februari 1878 werd hij weer verdreven en moest in ballingschap, dit keer vertrok hij naar Mayagüez, Puerto Rico,

## Einde
Hij overleed op 21 maart 1884 op 72-jarige leeftijd in Hormigueros, Puerto Rico 1884.
- Gemeinsame Normdatei: 124368495X
- International Standard Name Identifier: 0000 0000 4753 3315
- Library of Congress Control Number: nr89001161
- SNAC: w6n32qf1
- Virtual International Authority File: 73698477
- WorldCat: E39PBJk4BbbqY3C7dc8PWCk4bd